# Фустанелла
Фустанелла (греч. φουστανέλα, алб. fustanella, сербохорв. фустанела, фистан) — юбка, похожая на килт, которую носили мужчины нескольких балканских стран — Греции, Албании, Болгарии и Северной Македонии. В современную эпоху фустанелла является частью традиционных албанских и греческих национальных костюмов, а также входит в официальные униформы элитных подразделений Вооруженных сил Греции, например, Президентской гвардии эвзонов.

## История
Некоторые исследователи считают, что фустанелла происходит от римской тоги. Большинство статуй изображает римских императоров в плиссированных юбках длиной до колен. В более холодных регионах создавалось большее количество складок для обеспечения большего тепла. Фустанелла эвзона имеет 400 складок.
Византийские греки называли фустанеллу подея (греч. ποδέα), что означало «фартук». Подею носили, в частности, акриты в XII веке, в том числе Дигенис Акрит. Находки подеи относятся к периоду византийского императора Мануила I Комнина около 1180-х годов, за несколько веков до завоевания Османской империей. На византийских гончарных черепах воины показаны с оружием и носят тяжелые плиссированные фустанеллы, в том числе булавовидный плащ, одетый в цепочку. В Албании фустанелла изначально была элементом наряда южной группы албанцев — тосков. Хотя некоторые исследователи считают, что в Греции фустанелла становится традиционной именно благодаря албанцам во времена османского ига, которая началась в XV веке фустанелла была широко распространена в Греции уже в 12-м веке. Использование фустанеллы в одежде распространялось группировками албанцев среди населения Эпира в Греции в XVIII и XIX веках.

## Галерея
- Молодой человек в хитоне. Римская копия греческого оригинала IV века до нашей эры.
- Сулиот, Луи Дюпре, 1820 г.
- Сулиотский воин на Керкире. Гравюра Луи Дюпре, 1825 г.
- Грек и арнаут в фустанеллах, иллюстрация Густава Паули из «Этнографического описания народов России», 1862 год.
- Стратег (генерал) греческой армии в полном обмундировании, 1835 год.
- «На карнавале в Венеции», картина Михаила Скотти.
- Арнаут в Каире, Жан-Леон Жером.
- Албанский вождь Хамза-бей Казази, фотография около 1858 г.
- Ильо Воевода, болгарский революционер. Фотография 1867 г.
- Македонский грек в народном костюме с чёрной фустанеллой.
- Аромунский чабан в традиционной одежде, фото начала XX века, из собрания архива братьев Манаки.
- Королевская гвардия Албании, 1936 г.
- Жители города Свети-Николе (Северная Македония), 1935 год
- Костюмы русалиев в Музее Македонии (Скопье).
- Офицер президентской гвардии Греции, Афины.
- Почетный караул у могилы неизвестного солдата, Синтагматос, Афины, 2006.
- Смена эвзонов у Могилы неизвестного солдата, 2005.